# Cité Soleil
Cité Soleil (en criollo haitiano Site Solèy) es una comuna de Haití, extremadamente pobre y densamente poblada, ubicada en el área metropolitana de Puerto Príncipe, en el distrito de Puerto Príncipe, del departamento de Oeste. La comuna se desarrolló originalmente como un asentamiento irregular y creció hasta un estimado de 200 000 a 400 000 residentes, la mayoría de los cuales viven en la pobreza extrema.

## Historia
El barrio está situado en el extremo oeste de la pista de aterrizaje del Aeropuerto Internacional Toussaint Louverture y colinda con los terrenos del antiguo complejo azucarero de la empresa haitiano-estadounidense Hasco. Se inició en 1958 con la construcción de casas para 52 familias. En el verano de 1966, un misterioso incendio en la barriada de La Saline desplazó a muchos de sus residentes. 1197 casas fueron construidas allí y el barrio fue nombrado Cité Simone, en honor a la primera dama de Haití Simone Duvalier. En 1972, un incendio cerca del mercado central de Puerto Príncipe desplazó a aún más gente, que terminó en la sección Boston de Cité Simone. En 1983, el censo registró 82 191 habitantes en Cité Simone.
Diseñada originalmente para albergar a los trabajadores del azúcar, Cité Simone posteriormente alojó a los obreros manuales para la Zona de Procesamiento de Exportaciones (ZPE) local. Las reformas neoliberales de principios de la década de 1970, hicieron de este lugar un imán para los migrantes del campo que buscaban trabajo en las fábricas recién construidas. Este movimiento se aceleró en la década de 1980, con la destrucción de los cerdos creole por orden de los Estados Unidos, en respuesta a un brote de la gripe porcina, seguido por el ascenso del ministro de Hacienda, Leslie Delatour, quien asumió el cargo tras el derrocamiento de Jean-Claude Duvalier en 1986. Delatour defendía abiertamente la despoblación de gran parte de los campos haitianos, y que estas personas trabajaran en las ciudades, viviendo en lugares tales como el recién renombrado barrio de Cité Soleil, aunque no para Hasco, que fue cerrada por Delatour en 1987. Este sector industrial, no obstante, fue dañada tras el golpe de Estado de 1991 que derrocó al presidente Jean-Bertrand Aristide, causando un boicot de los productos de Haití que causó el cierre de la ZPE. Cité Soleil continuó caracterizándose por la pobreza extrema y el desempleo persistente, con altas tasas de analfabetismo.
Después del devastador terremoto de 2010, tomó casi dos semanas para que la ayuda llegara a Cité-Soleil.

## Secciones
Está formado por las secciones de:
- Les Varreux
- Les Varreux

## Demografía
| Gráfica de evolución demográfica de Cité-Soleil entre 2009 y 2015 |
|                                                                   |

Los datos demográficos contemplados en este gráfico de la comuna de Cité-Soleil son estimaciones que se han cogido de 2009 a 2015 de la página del Instituto Haitiano de Estadística e Informática (IHSI). 

## Características
El área es generalmente considerada como una de las zonas más pobres y más peligrosas del Hemisferio Occidental y es uno de los mayores barrios de tugurios en el Hemisferio Norte. La zona prácticamente no tiene alcantarillas, y en su reemplazo tiene un sistema de canales abiertos de mantenimiento deficiente. Existen pocas empresas formales, pero muchas actividades comerciales locales, además de electricidad esporádica pero gratis, un par de hospitales, y dos escuelas públicas, el Lycee Nationale de Cite Soleil, y la École Nationale de Cité Soleil. 
La mitad de las casas de Cité Soleil son de cemento con un techo de metal, y la mitad están hechas completamente de material extraído de la basura. Se estima que el 60 a 70% de las viviendas no tienen acceso a una letrina, particularmente en el pantanoso área de Brooklyn, que incluye a Cité Carton.
Durante varios años, hasta 2007, la zona fue dominada por un número de bandas, cada una controlando sus propios sectores. Las bandas armadas vagaban por las calles y sembraban el terror en la vecindad. Cada par de cuadras, era controlada por uno de los más de 30 grupos armados. El gobierno recuperó el control después de una serie de operaciones a principios de 2007 por las Misión de Estabilización de las Naciones Unidas en Haití (MINUSTAH) con la participación de la población local. A pesar de que las bandas ya no son la regla, los crímenes como asesinatos, violaciones, secuestros, saqueos y tiroteos son todavía comunes. El área ha sido llamado un «microcosmos de todos los males en la sociedad haitiana: desempleo endémico, analfabetismo, servicios públicos inexistentes, condiciones insalubres, delincuencia y violencia armada».